# Оттон I (герцог Меранский)
Оттон I Меранский (нем. Otto I. von Meranien; ок. 1180/1184 — 7 мая 1234) — герцог Меранский, граф Андекса и Плассенбурга с 1205 года, пфальцграф Бургундии (под именем Оттон II) в 1211—1231 годах, маркграф Истрии в 1228—1230 годах. Старший сын герцога Меранского Бертольда IV и Агнессы Рохлицкой, дочери графа фон Гройч и маркграфа Нижнелужицкого Дедо III Веттина.

## Биография
В 1195/1196 году его отец, герцог Бертольд, вместе с неназванными по имени сыновьями должен был принять участие в планируемом императором Генрихом VI крестовом походе. Однако поход так и не состоялся из-за смерти императора.
В 1204 году умер герцог Бертольд. Его владения были разделены между сыновьями. Оттон как старший получил родовые владения в Восточной Франконии (Андекс и Плассенбург), и титул герцога Меранского. Также ему досталось графство Виндберг, однако уже в 1207 году он продал его епископу Пассау за 1000 марок серебра.
В это время в Священной Римской империи шла борьба за императорский престол между двумя кандидатами — Филиппом Швабским и Оттоном Брауншвейгским, однако после 1204 года перевес склонился на сторону Филиппа. Герцоги Меранские считались сторонниками Гогенштауфенов.
Под опекой короля Филиппа Швабского находилась несовершеннолетняя племянница Беатрис, вторая дочь умершего в 1200 году пфальцграфа Бургундии Оттона I. После смерти в 1205 году старшей сестры она получила графство Бургундия. Для управления графством Филиппу был нужен верный союзник, за которого он мог выдать замуж племянницу. Выбор пал на Оттона I Меранского. Свадьба происходила 21 июня 1208 года в Бамберге, епископом которого был брат Оттона Экберт. В свадебных торжествах принимал участие и король Филипп, однако во время празднования он был заколот в епископском дворце пфальцграфом Баварии Оттоном VIII Виттельсбахом. Причиной этому послужило то, что Филипп обещал Оттону Баварскому руку своей дочери, но обещания не сдержал. В убийстве оказался замешан и маркграф Истрии Генрих, брат Оттона Меранского.
Правителем империи в итоге стал Оттон Брауншвейгский. К расследованию убийства подключился папа римский Иннокентий III. 11 ноября состоялся рейхстаг в Франкфурте. Убийца Филиппа баварский пфальцграф Оттон, который бежал сразу же после убийства, был приговорён к изгнанию из империи, епископ Бамберга Экберт и маркграф Истрии были приговорены к лишению своих ленов. В расследовании убийства Филиппа активное участие принимал герцог Баварии Людвиг I, который извлёк для себя наибольшую выгоду, получив конфискованные у убийцы Филиппа лены, а также и лены в Истрии и в Баварии, конфискованные у Андексской династии. Однако уже в январе 1209 года папа Иннокентий III оспорил решение рейхстага, начав новое расследования. Тогда же Людвиг по требованию патриарха Аквилеи Вольфгера был вынужден отказаться от Истрии. А баварский пфальцграф Оттон в том же 1209 году был пойман и обезглавлен.
Оттон Меранский, в отличие от братьев, не был заподозрен в причастности к убийству. Он признал Оттона Брауншвейгского правителем империи и сопровождал его в 1209 году Рим на коронацию. Оттуда он в октябре отправился в Бургундское графство, чтобы утвердить своё право наследования.
В графстве Бургундия Оттон сразу же вступил в конфликт с графом Осона Этьеном III, который желал женить на Беатрис своего сына Жана и вернуть графство своей семье. Этот конфликт продолжался до 1211 года. Только 18 октября 1211 года в Дижоне при посредничестве герцога Бургундии Гуго III, а также архиепископа Безансона и епископа Лангра, был заключён мир.
Из Бургундии Оттон отправился в Германию, где в сентябре 1211 года в Нюрнберге рядом имперских князей, недовольных правлением Оттона Брауншвейгского, был провозглашён королём Фридрих II Гогенштауфен, король Сицилии, сын покойного императора Генриха VI и двоюродный брат жены Оттона Меранского. Выбор Фридриха был поддержан папой Иннокентием III, который в 1210 году отлучил Оттона Брауншвейгского. Неудивительно, что Оттон поддержал нового короля. 5 декабря 1212 года во Франкфурте избрание Фридриха II было подтверждено на съезде имперских князей, а 9 декабря в Майнце он был коронован.
Оттон Меранский, который стал активным сторонником нового короля, присутствовал на хофтаге в Нюрнберге в конце февраля 1213 года, созванного Фридрихом II. У Фридриха ещё оставался соперник в лице Оттона IV Брауншвейгского, которого поддерживал король Англии. Однако 27 июля 1214 года англо-вельфская армия Оттона Брауншвейгского была разбита при Бувине французским королём Филиппом II Августом. Императорские регалии попали в руки Филиппа II Августа, который отправил их Фридриху. Оттон должен был уступить противнику и удалился в свои наследственные земли, где и умер в 1219 году.
Во время правления Фридриха II Оттон Меранский восстановил влияние своей семьи, принимая активное участие в делах империи. В середине августа 1214 года он участвовал в походе в нижнерейнские земли. В ноябре он участвовал в рейхстаге в Базеле, где разбирались главным образом бургундские дела. В начале 1215 года Оттон сопровождал Фридриха в Эльзас. Летом 1215 года Оттон присутствовал на новой коронации Фридриха в Ахене. Тогда же Оттон впервые упомянут не только как герцог Меранский, но и как пфальцграф Бургундии. На коронации также присутствовал Экберт, брат Оттона, который был восстановлен в сане епископа Бамберга в 1211 году. В том же 1215 году другой брат Оттона, Генрих, получил прощение и ему была возвращена большая часть владений, включая Истрийскую марку и лены в Тироле и Баварии.
Летом 1217 года Оттон с братом Экбертом принял участие в Пятом крестовом походе, организованном королём Венгрии Андрашем II. Причиной их участия послужило обещание, данное на коронации Фридриха в 1215 году. Однако поход был очень плохо организован и уже в начале 1218 года Оттон вернулся в Германию.
Весной 1218 года он принимал участие в походе Фридриха II в Лотарингию.
Одной из проблем, которая требовала внимания Оттона, было положение в Бургундском графстве. Чуждый по происхождению, языку и культуре, Оттон практически не принимал никакого участия в управлении Бургундским графством, живя в основном в своих германских владениях. Поэтому местная знать, прежде всего граф Осона Этьен III и его сын Жан I Мудрый, который после смерти матери в 1227 году унаследует графство Шалон, а также Генрих Вьеннский, сын графа Макона и Вьенна Гильома V, поддерживаемые королём Франции, герцогом Бургундии и архиепископом Безансона, постоянно восставали против Оттона. Для того, чтобы укрепить своё положение, Оттону требовался союзник, которого он нашёл в 1225 году в лице графа Шампани Тибо IV.
19 января 1225 года Оттон заключил с Тибо Шампанским договор, который был скреплён помолвкой Оттона II, сына и наследника Оттона Меранского, и Бланкой Шампанской, дочери графа Тибо. Брак должен был быть заключён по достижении Оттоном II 14-летнего возраста, после чего он должен был получить в своё полное распоряжение Бургундское графство. Тибо обязался помогать Оттону Меранскому. Война в графстве продолжалась до 1227 года. В неё был втянут и герцог Бургундии Гуго IV. Мир был заключён в июне 1227 года, согласно ему Оттон наконец то получил Бургундское графство в своё полное распоряжение. Однако планируемый брак между Оттоном II и Бланкой Шампанской так и не состоялся.
После смерти в 1228 году маркграфа Истрии Генриха Оттон унаследовал владения брата. Позже Оттон передал Истрию другому своему брату, патриарху Аквилеи Бертольду. Также Оттон поднял вопрос о возвращении церковных ленов, конфискованных у семьи в 1208 году, для чего он вступил в переговоры с епископом Бриксена. Итогом переговоров стало то, что в июне 1232 года Оттону были переданы лены в Иннтале и Пустертале в Северном Тироле, отобранные у Генриха Истрийского в 1208 году.
Передача тирольских владений Оттону вызвало недовольство графа Тироля Альбрехта IV, но в итоге Оттон и Альбрехт сумели договориться. Более того, между ними был заключён договор, по которому Оттон II, сын и наследник Оттона I, должен был жениться на Елизавете Тирольской, одной из дочерей Альбрехта. Сам брак был заключён в 1234 году.
В 1231 году умерла Беатрис, жена Оттона, однако он сохранил за собой Бургундское графство, которым управлял от имени своего несовершеннолетнего сына Оттона II.
В начале своего правления главная резиденция Оттона находилась в Плассенбурге, но затем его двор постепенно переместился в Тироль — в Инсбрук, который при Оттоне получил статус города.
Оттон умер 7 мая 1234 года в Безансоне и был похоронен не в родовой гробнице в Диссене, где нашла упокоение его первая жена Беатрис, а в Ландхеймском монастыре. Все его владения унаследовал единственный сын Оттон.

## Брак и дети
1-я жена: с 21 июня 1208 (Бамберг) Беатрис II фон Гогенштауфен (ок. 1193 — 7 мая 1231), пфальцграфиня Бургундии с 1205, дочь пфальцграфа Оттона I
- Агнесса (ок. 1215 — 1 ноября 1260/7 января 1263); 1-й муж: с 1228 (развод 1240) Фридрих II Воитель (ок. 1210 — 15 июня 1246), герцог Австрии и Штирии с 1230; 2-й муж: с 1248/1250 Ульрих III (ум. 27 октября 1269), сеньор Крайны с 1251, герцог Каринтии с 1256
- Оттон II (ок. 1218 — 19 июня 1248), герцог Меранский и граф Андекса (Оттон II) с 1234, пфальцграф Бургундии (Оттон III) с 1231
- Беатриса (ум. после 11 ноября 1265); муж: Герман II (до 16 января 1194 — 27 декабря 1247), граф Орламюнде и сеньор Веймара с 1206
- Маргарита (ум. 18 октября 1271); 1-й муж: до 25 сентября 1232 Пржемысл (1209 — 16 октября 1239), маркграф Моравии с 1228; 2-й муж: Фридрих (ум. 30 августа 1274), граф фон Трухендинген
- Алиса (Адельгейда) (ум. 8 марта 1279), пфальцграфиня Бургундии с 1248; 1-й муж: с ок. 1 ноября 1236 Гуго I де Шалон (1220—1266), пфальцграф Бургундии (по праву жены) с 1248, сеньор Салена с 1263; 2-й муж: с 11 июня 1267 Филипп I (1207 — 16 августа 1285), граф Савойи с 1268
- Елизавета (ум. 18 декабря 1272); муж: до 10 мая 1251 Фридрих III фон Гогенцоллерн (ок. 1220 — 14 августа 1297), бургграф Нюрнберга с 1261

2-я жена: София Ангальтская (ум. 23 ноября 1272/5 января 1274), дочь Генриха II Толстого, графа Ангальт-Ашерслебена, и Ирмгарды Тюрингской. Детей от этого брака не было. После смерти мужа Софья была замужем ещё дважды: за Зигфридом I (ум. ок. 1240/1245), графом фон Регенштейн, а после этого за Оттоном фон Хадмершлебен.